# Усть-Алексеево
Усть-Алексеево — село в Великоустюгском округе Вологодской области. Бывший административный центр упразднённого Усть-Алексеевского сельского поселения и Усть-Алексеевского сельсовета. Стоит при впадении реки Варжа в Юг.
Расстояние до окружного центра Великого Устюга по автодороге — 52 км. Ближайшие населённые пункты — Белозерово, Архангельская Мельница, Исток.
По переписи 2002 года население — 1147 человек (530 мужчин, 617 женщин). Преобладающая национальность — русские (99 %). Численность фактически проживающего населения на 2023 год — 882 человека.
В 1924—1928 и 1935—1959 годах Усть-Алексеево было центром Усть-Алексеевского района.
Здание, в котором располагалась земская больница, в Усть-Алексеево — памятник архитектуры.